# Ерастов Степан Іванович
Степа́н Іва́нович Ера́стов (літературні псевдоніми — Ст. Закубанський, С. Попенко, С. П-ко; 20 грудня 1856 (1 січня 1857), Катеринодар — 13 квітня 1933, Сухумі) — український громадсько-політичний діяч, меценат українського культурного руху на Кубані, один із засновників Української Центральної Ради.

## Біографічні відомості
Степан Ерастов народився у Катеринодарі 19 грудня 1856 р. в родині священика. Батько — Іоанн Ерастов був росіянином, мати була кубанською козачкою, що походила з запорозького роду Щербин. Середню освіту Степан Ерастов здобував у ставропільській гімназії. Тут він познайомився з діячами народовольського руху. Таке зацікавлення не залишилось непоміченим для поліції, тому у 1875 юнак зазнав першого поліційного обшуку на своїй квартирі. Вищу освіту отримував, навчаючись на математичному факультеті Київського університету. Під час навчання у Києві першого жовтня 1878 р. вступив до нелегального товариства «Кіш». За «неблагонадійність» був виключений з університету, після чого продовжив здобувати вищу освіту на юридичному факультеті Петербурзького універстету. 1882 Ерастова було заарештовано за зв'язки з народниками. Після перебування в різних в'язницях три роки прожив на засланні в Казахстані. В серпні 1886 Степану Ерастову вдалось повернутись на Кубань.
Живучи на Кубані, Ерастов активно займався громадською і політичною діяльністю, широко пропагував українську культуру і мову. За його сприяння у 1901 р. в Катеринодарі було створено місцевий осередок Революційної української партії. Брав участь у революції 1905-06 років, заснував друкарню революційної літератури. В 1906 році домігся відкриття кубанського осередку Просвіти. У 1917 році Ерастова було обрано членом УЦР як делегата від Кубані. А в квітні 1917-го, як найстарішого українського діяча його було обрано головою Всеукраїнського національного конгресу. У 1920-тих рр. брав активну участь в українізації на Кубані, писав мемуари, які частково друкувалися в українських академічних часописах. Помер Степан Ерастов 13 квітня 1933 року в місті Сухумі.

## Ювілеї та пам'ятні дати
1 січня 2017 року на державному рівні в Україні відзначався ювілей — 160 років з дня народження Степана Ерастова (1857—1933), громадського і політичного діяча, мецената українського культурного руху на Кубані.

## Вшанування пам'яті
- На честь Степана Ерастова 2019 року названо провулок у Києві.